# Anthurium tamaense
Anthurium tamaense är en kallaväxtart som beskrevs av George Sydney Bunting. Anthurium tamaense ingår i släktet Anthurium och familjen kallaväxter. Inga underarter finns listade.